# ريكوارو تيرمي
ريكوارو تيرمي (بالإيطالية: Recoaro Terme)‏ هي مدينة وبلدية في مقاطعة فشنزة في منطقة فنيتة، شمال إيطاليا.